# Província de Gaza

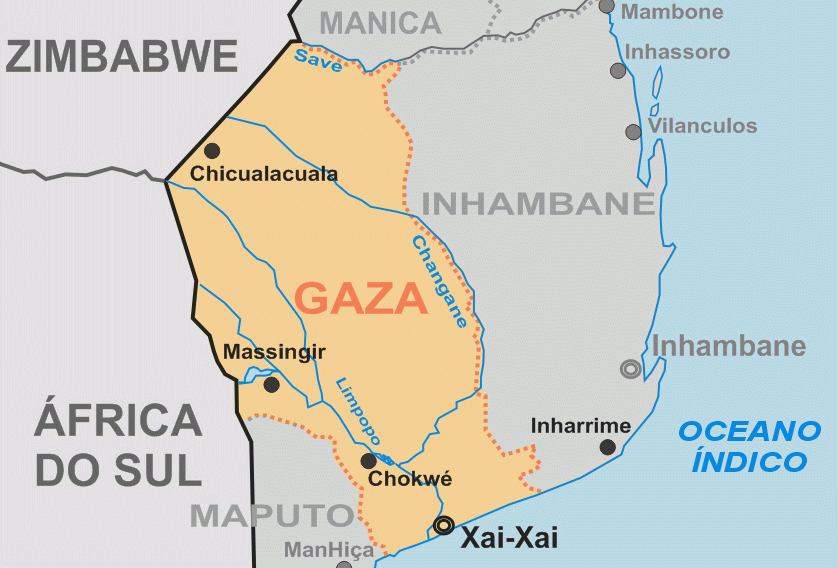
Mapa de la província

Gaza és una província de Moçambic situada a la part sud interior del país. Té una població d'1.333.106 habitants (2006, 1.062.380 habitants el 2001) i una superfície de 75.709 km². La capital és la ciutat de Xai-Xai (fins al 1976 Vila de João Belo). La regió històrica anomenada Gazaland, que abraçava territoris de Zimbàbue i Moçambic, comprenia aquesta província. El nom deriva del cap swazi Gaza.

## Demografia
| 1980    | 1997      | 2007      |
| 982.603 | 1.062.380 | 1.228.514 |

## Divisió administrativa
Està dividida en onze districtes i cinc municipalitats:
- Districte de Bilene Macia
- Districte de Chibuto
- Districte de Chicualacuala
- Districte de Chigubo
- Districte de Chókwè
- Districte de Guijá
- Districte de Mabalane
- Districte de Manjacaze
- Districte de Massagena
- Districte de Massingir
- Districte de Xai-Xai

- Chibuto (municipalitat)
- Chókwè (municipalitat)
- Manjacaze (municipalitat)
- Macia (municipalitat)
- Xai-Xai (municipalitat)

## Governadors
La província és dirigida per un governador provincial nomenat pel President de la República.
- (2000-2005) Rosário Mualeia[5]
- (2005-2007) Djalma Lourenço.[6][7]
- (2007-2015) Raimundo Maico Diomba[7][8]
- (2015-) Stella da Graça Pinto Novo Zeca[9]

## Història
Fou creada com a districte l'1 de gener de 1918, segregada del districte d'Inhambane. Anteriorment del 1895 al 31 de desembre de 1917 fou una àrea especial militar del districte d'Inhambane. El 18 de juliol de 1942 li fou incorporada la zona nord del territori, al sud del riu Save, que fins aleshores havia estat sota administració de la Companyia de Moçambic. El 25 de juny de 1975 va esdevenir una de les províncies del nou estat independent de Moçambic. La província fou molt afectada per la inundació del 2000 a Moçambic.